# オッス!少林寺
『オッス！少林寺』（オッス しょうりんじ）は、菊田洋之による日本の漫画。1993年から1994年まで『週刊少年サンデー』（小学館）で連載された。少林寺拳法を題材にしたギャグ調のある格闘技漫画で、菊田が出世作である『ガンバ!Fly high』を手がける前の作品である。主人公・柴田広則と、大野、工藤らの少林寺拳法を通しての成長と友情を描く。少年誌という性質上、格闘漫画へ展開していき、終盤では異種格闘技戦などが描かれた。単行本は全7巻（小学館、少年サンデーコミックス）。
なお、少林寺拳法では本来、空手独特の押忍（オッス）という挨拶を禁じている。少林寺拳法の開祖である宗道臣は、これを「おはようございます」を省略した悪習であるとしており、一般に広く使われている挨拶を使用するよう講習会などで強く禁じていた。しかし体育会系の風潮に影響され、多くの拳法部で押忍が挨拶として用いられている。

## あらすじ
主人公・柴田広則は自称ロックン・ローラーで、バンド活動を行うお調子者の少年。ある日、彼女の沖夏美と居る所をヤンキー空手家の大野に喧嘩を売られ、頭突き一発でやられる。自分の前だけはいい格好をしていた柴田に夏美は激怒、即座に別れる。その後も柴田は懲りずに夏美にアタックを仕掛けていたが、高校入学後またもや大野と出会ってしまう。しかし、危うい所を少林寺拳法部主将の基山に救われ、強さを身に付ける為強制的に拳法部へ連れて行かれる。

## 主な登場人物
柴田広則（しばた ひろのり）
本作の主人公。少林寺拳法を始める前はお調子者で、ロックバンドのギターとボーカルを担当していた。高校入学後、強制的に部へ連行され、最初は嫌々練習をし、一時は夜中に学校に忍び込んで退部届と部の印鑑を強奪し、辞めようとする。しかし、困難に立ち向かうことや修行を積むにつれて、立派な少林寺拳士としての自覚が出来ていく。海浜南高校1年生。得意技は「スパークリング・ハイキック」。
大野秀光（おおの ひでみつ）
実戦流派で有名な椿流空手の黒帯だが、少林寺拳法を始める前はヤンキーだった。父親が亡くなってからは荒んでいたが、少林寺拳法の仲間と頑張るにつれて、徐々に優しさを取り戻す。口には余り出さないが、仲間思いである。海浜南高校1年生。
工藤余一（くどう よういち）
少林寺拳法を始める前は友達を守れない自分を嫌悪していたが、始めてからはそれを振り切るために、第三部の格闘フェスティバルでは根性を見せ奮闘する。海浜南高校1年生。
沖　夏美（おき なつみ）
本作のヒロイン。柴田たちと同じく、海浜南高校1年生。中学時代は柴田と付き合っていたが、街で大野に絡まれた際、逃げ腰で負けた柴田を見て幻滅、破局となる。その後、高校入学後も彼氏気取りで付きまとう柴田に嫌気がさしていたが、偶然にも同じ高校に入学してきた大野を前にまたしても逃げ出そうとする柴田を「そうやってこれから三年間逃げ回る気？」と叱る。
柴田が少林寺拳法部に入部後、初めはからかい半分で見ていたが、基山と退部をかけて逃げずに試合をする姿や、自身がヤクザに拉致されたのを助けに来てくれたのを見て、次第に心を惹かれてゆく。

### 海浜南高校少林寺拳法部
基山剛太郎（もとやま ごうたろう）
少林寺拳法部主将。海浜南高校3年生。少林寺拳法の有段者で、入学早々に大野に絡まれていた柴田を助け、また、喧嘩を売ってきた大野を拳法の技で倒し、悪い事をやめるよう諭した。
真面目な性格故に、初めは自堕落だった柴田を許せず、度々手を焼くこともあったが、仲間の為に困難に立ち向かい成長する彼を見て、少しずつ認め始める。
但野雄一（ただの ゆういち）
少林寺拳法部副将。海浜南高校3年生。同じく少林寺拳法の有段者。
第二部においては、工藤の敵討ちの為に柴田が「空手全日本虎大会（カラテ・オールジャパン・タイガー・トーナメント）」に出場する際、少林寺拳法が他流試合を禁止しているが故、強く反対する基山とは対照的に、所属流派の少林寺拳法の名前を出さない形での出場を認めた。大会では、大野、夏美、横井たち2年生部員と共に柴田のセコンドに就く。
科野大楽、萩屋雅文、横井典武
柴田らの一学年上の、少林寺拳法部の先輩部員たち。海浜南高校2年生。

## その他の登場人物

### 第一部
校長
海浜南高校の学校長。
入学式早々、校則違反で参加していた柴田を見かね、更生させるため少林寺拳法部で修行させることを基山に提案する。
ヤキイモ屋のおじいさん
本名不明。ひょんなことから、街でヤクザに絡まれていた柴田を助けた。その後、柴田が部室で目にしたダルマ大師の額絵によく似た風貌をしており、また、相当な武術の使い手でもあることから「師匠」と呼ばれる。柴田を特訓し、「スパークリング・ハイキック」を伝授した。
狂龍会
柴田に絡んだヤクザたちの組。前述のヤキイモ屋のおじいさんや柴田に度々返り討ちにあっており、その後、柴田に仕返しをする為に夏美を拉致した。
植田勝男（うえだ かつお）
元キックボクサー。現在は狂龍会の用心棒をしているが、過去にはムエタイで無敗を誇った伝説のムエタイ・キラー。「ヒザ蹴り植田」の異名を持つ。
夏美を助けに来た柴田と戦い、満身創痍に追い込むが、夏美の為に根性を見せた柴田のジャーマン・スープレックスを喰らい、敗北する。

### 第二部　炎の友情~VS.空手男編~
佐武正明（さたけ まさあき）
松磯高校空手部主将。空手二段。フルコンタクト空手の高校生チャンピオンで、関西出身。内腕刀からの膝蹴りを得意技としている。
柴田には、工藤を闇討ちした犯人と思われており、後日、空手部に殴り込みをかけられた。不意打ちとはいえ、柴田のスパークリング・ハイキックを喰らうも平然としており、喧嘩ではなく公式試合での決着を提案する。
当初は、柴田を「空手をナメたガキ」と評していたが、少林寺拳法の技を駆使してトーナメントを勝ちあがるのを見て、倒すべきライバルと改める。また、空手を「誰よりも強くなりたい男達の夢」と捉えており、後述する岩倉と反目している。
キャラクターのモデルは、連載当時活躍していた実在の格闘家、佐竹雅昭と思われる。
村田善宏（むらた よしひろ）
志闘塾所属。空手二段。柴田のトーナメント初戦の相手。正拳突きは、フルフェイスヘルメットを陥没させるほどの威力を持つ。
試合中、左前中段構えにスイッチした柴田を正拳突きで迎え撃つが、同時にカウンターで入った上段逆突きによりKOされる。
アンディー・ボブ
スイス・コンコルド・カラテジム所属。全ヨーロッパチャンプ。空手四段。
自身の道場の借金返済のため、光延会館と契約しトーナメントに出場。トーナメント表には、「安泥暮武」と当て字で書かれており、試合場で対面するまで柴田は「やすどろ くれたけ」という別の選手だと思っていた。
踵落としを得意技としており、ガードの上からでも対戦相手の両腕を折るほど。
キャラクターのモデルは、連載当時活躍していた実在の格闘家、アンディ・フグと思われる。
田中憲久（たなか のりひさ）
黒天門所属。空手三段。「黒天門狙撃拳」という、黒天門空手独自の理論から繰り出される一本拳を武器にしており、一回戦で対戦した相手の拳を砕いている。
続く二回戦では、佐武と対戦。佐武が高校生ということで侮っていたが、一瞬の隙を突かれ内腕刀で宙に浮かされ、落ちてきたところに顔面への膝蹴りを入れられKO負けを喫する。
岩倉（いわくら）
松磯高校空手部の前主将。不良でもあり、暴走族「流血狂走軍（BLOOD SHED）」を率いている。
半年前、関西から転校してきた佐武と試合を行い、内腕刀により顎を砕かれ敗北。その後、自身の不在中に主将となった佐武を「部を乗っ取った」と逆恨みし、大会中、会場の外にいた松高の部員を族の仲間と共に襲撃。見かねて止めに入った柴田も襲うが、それを助けに現れた佐武によって、岩倉と佐武の一騎打ちとなる。
岩倉の所業は、佐武から「空手部を族の親衛隊に落とした」と唾棄されており、最後は佐武の膝蹴りを喰らい敗北した。
緑川健二（みどりかわ けんじ）
椿流空手の師範代で、大野の通っていた道場の先輩。空手四段。
前回大会の優勝者であり、判定で伊達を下す。今大会では、佐武と対戦し、内腕刀からの膝蹴りで敗退。
その後、第三部にも登場し、大野の母と共に、柴田たち少林寺拳法チームの試合を観客席から見守る。
伊達光児（だて こうじ）
龍鳳会所属。空手三段。
大会中、誰よりも早く無名の柴田を少林寺拳士と見抜いており、柴田や佐武と試合をするのを楽しみにしていた。
後に決勝戦へ進出するも、佐武との試合を終え辞退した柴田との試合が流れた為、戦うことなく優勝となってしまう。ただ、この出来事から他流派にも目を向け始め、第三部において「全国高校格闘フェスティバル」を開催する。

### 第三部　鉄の団結編
稚内千春（わっかない ちはる）
海浜南高校1年生で、少林寺拳法部の新入部員。二学期に北海道から転校してきた巨漢で、とても無口な男。北海道を代表するボディービルダーで、鍛え抜かれた体を持つ。
転校初日、怪我をした自分を気遣ってくれた夏美に一目ぼれし、彼女に会う為に少林寺拳法部に入部する。だが、肝心の夏美がテニス部だということを知らなかったようだ。
後に少林寺拳法チームのメンバーとして、柴田たちと格闘フェスティバルに出場。また、新たに仲間となった石川が、他の道場やジムで上手く行っておらず、仲間外れになっていたのを気遣い「一緒にやるべ」と手を差し伸べる。
石川優太郎（いしかわ ゆうたろう）
聖ポーレ学院付属高校1年生で、夏美のいとこ。夏美に紹介され、少林寺拳法チームの新メンバーとして格闘フェスティバルに出場。
様々な武道、格闘技を経験しているものの、どこの道場でも上手く行かず、すぐクビになってしまっている。
運動音痴で体力もなく、少しミット蹴りをしただけで吐いてしまうほどだったが、彼を気に掛けていた大野に励まされた。
格闘フェスティバルでは緊張し過ぎてしまい、時には対戦相手の選手と向かい合っただけで気絶することもあったが、ボクシングチーム、マーシャルアーツチームとの対戦においては泥臭いながらも奮闘する。
立花（たちばな）
海浜南高校2年生。レスリングの選手で、日向レスリングクラブ所属。
格闘フェスティバルでは、アマレスチームとして出場。他のメンバーと共に、レスリングの技術に加え、打撃や関節技、絞め技を取り入れ、トーナメントを勝ち上がる。
柴田たち少林寺拳法チームとの対戦では、工藤、石川の負傷欠場に合わせ、公平性を期すため三対三マッチを提案する。
前嶋（まえじま）
同じくレスリングの選手で、日向レスリングクラブ所属。アマレスチームのメンバーとして、格闘フェスティバルに出場。
大会の前には大野と練習試合を行い、大野の蹴りをキャッチし、投げ技でKOする。このことにより大野との因縁が始まり、再戦した際は文字通りの激闘となった。
工藤啓介（くどう けいすけ）
工藤の弟。中学生。
いじめられっ子であり、当初は相手の言いなりだった。だが、兄・余一がボクシングチームの選手と対戦し、傷つきながらも真っ向から戦うのを見て、自身も勇気を振り絞る。
兄の悪口を言ういじめっ子たちに反抗し、負けてしまうものの、戦う勇気をくれた兄に感謝を述べる。

## ストーリー
- 第一部
- 第二部
- 第三部